# Municipio de Tehuipango
El municipio de Tehuipango se encuentra en el estado mexicano de Veracruz, es uno de los 212 municipios de la entidad y tiene su ubicación en la zona centro del estado, es un municipio de la región de las montañas. Sus coordenadas son 18°31’ latitud norte, longitud oeste de 97°03’ y cuenta con una altura de 2.360 m s. n. m. Su cabecera es la localidad de Tehuipango.
El municipio tiene una población de 20.406 habitantes, conformado por cuarenta localidades.
El municipio de Tehuipango, tiene un clima templado-extremoso a una temperatura de 13 °C, con lluvias más abundantes en la época de verano y al inicio del otoño. En este municipio se cosecha principalmente maíz, ciruela, manzana y durazno. Dentro de sus festividades religiosas, en el mes de julio es la fiesta en honor a Santiago Apóstol, patrono del pueblo.

## Límites
- Norte: Astacinga, Mixtla de Altamirano y Texhuacán.
- Sur: Estado de Puebla.
- Este: Zongolica.
- Oeste: Estado de Puebla.

## Historia
Antes de 1777 se fundó la parroquia de Santiago Tehuipango. El pueblo de San Sebastián Alcomunga fue agregado a Tehuipango como consta en los libros que existen en la parroquia.